# Покровка (Локтевский район)
Покровка — село в Локтевском районе Алтайского края. Административный центр и единственный населенный пункт Покровского сельсовета.

## История
Основано в 1852 году. Административно входило в состав Змеиногорского уезда Томской, а затем Алтайской губернии. В 1928 г. село Покровское состояло из 483 хозяйств, основное население — украинцы. Центр Покровского сельсовета Локтевского района Рубцовского округа Сибирского края.

## Население
| 1926  | 1997  | 1998  | 1999  | 2000  | 2001  | 2002  |
| ----- | ----- | ----- | ----- | ----- | ----- | ----- |
| 2646  | ↘1225 | ↘1219 | ↘1151 | ↘1114 | ↘1067 | ↘1027 |
| 2003  | 2004  | 2005  | 2006  | 2007  | 2008  | 2009  |
| ↗1056 | →1056 | ↘949  | ↗1025 | ↘1017 | ↘1013 | →1013 |
| 2010  | 2011  | 2012  | 2013  | 2014  | 2015  | 2016  |
| ↘934  | ↘923  | ↘911  | ↘891  | ↘884  | ↘872  | ↘852  |
| 2017  | 2018  | 2019  | 2020  | 2021  |       |       |
| ↘827  | ↘818  | ↘808  | ↘795  | ↘789  |       |       |